# Philipp Ernst Spieß

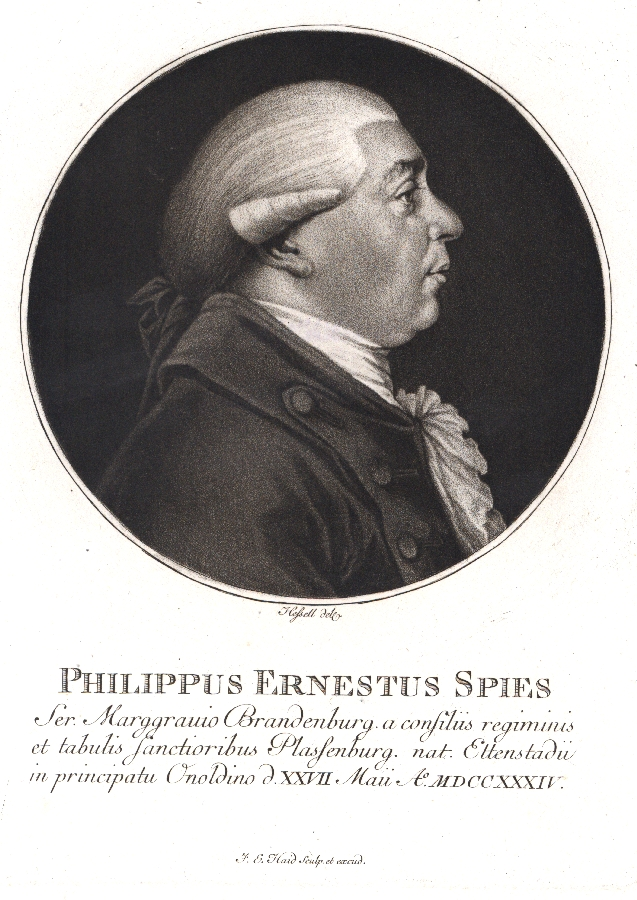
Philipp Ernst Spieß

Philipp Ernst Spieß (* 27. Mai 1734 in Ettenstatt in Mittelfranken; † 26. März 1794 in Bayreuth) war ein deutscher Historiker, Archivar, Offizier und Publizist.

## Leben und Beruf
Spieß besuchte ab 1746 das Gymnasium in Ansbach und studierte ab 1752 Rechtswissenschaften in Jena, konnte das Studium aber nicht abschließen. Aufgrund seiner enormen Körpergröße wurde er 1754 während eines Besuchs bei seiner Familie unter Zwang zur markgräflichen Armee einberufen. 1762 wurde Spieß Leutnant. Neben seiner Dienstzeit bildete er sich weiter in Staatsrechten, Literatur, Geschichte und Sprachen. Immer wieder wurde Spieß zu Nachforschungen und Ordnungsarbeiten ins Geheime Hausarchiv nach Kulmbach auf die Plassenburg geschickt.
Markgraf Christian Friedrich Karl Alexander stellte den inzwischen zum Oberleutnant beförderten Spieß 1769 als Archivar für das Geheime Hausarchiv der Hohenzollern auf der Plassenburg in Kulmbach an. Seit 1770 führte er den Titel Hochfürstlich-Brandenburgischer würklicher Regierungs-Rath und vorderster Geheimer Archivar zu Plassenburg. Markgraf Karl Alexander gab Spieß zwei weitere Archivare, einen Archivsekretär, einen Archivkanzlisten und einen Archivdiener zur Seite.
Spieß ordnete die Bestände auf der Plassenburg und forschte in diesem Archiv zur Geschichte der Familie Hohenzollern und des Reiches. Er erstellte neue Arbeitstechniken und Theorien zum Archivwesen. Wichtig waren ihm die Sicherung und Ergänzung des vorhandenen Archivgutes, er schränkte den Verkauf von Makulaturpapieren an Kaufleute und die Abgabe an die Armee zur Patronenherstellung ein. Er wollte alle Registraturen der beiden fränkischen Markgrafentümer beaufsichtigen, um wichtiges Material für die Archive zu sichern. Mit seinen Mitarbeitern erstellte er Regestenwerke, Findbücher und Kopien zahlreicher Archivalien und stellte sie als Abschriften thematisch zusammen, darunter eine sogenannte diplomatische Blumenlese, ohne die originalen Archivalien aus ihrem Zusammenhang zu reißen und wie sonst üblich nach Sachbetreffen zu ordnen (Pertinenzprinzip). In seinen Schriften plädierte er dafür, die Archivalien nach einem Aktenplan abzulegen und die Urkunden so zu ordnen, wie sie ursprünglich eingingen. Damit nahm Spieß das heute in Archiven gängige Provenienzprinzip vorweg.
Spieß entlarvte zahlreiche Urkunden als Fälschungen früherer Jahrhunderte und publizierte auch seine Methoden, die Unechtheit von Urkunden zu beweisen. Als Früchte dieser Arbeit und Forschung veröffentlichte er zahlreiche Schriften zum Archivwesen, zur Urkundenlehre bzw. Diplomatik und zur Geschichte. Er gilt zusammen mit seinem Dienstherrn Markgraf Alexander als einer der Begründer des modernen Denkmalschutzes. Ab 1783 brachte er mit den Archivischen Nebenarbeiten und Nachrichten vermischten Inhalts mit Urkunden die erste deutsche Zeitschrift zur Urkundenlehre und zum Archivwesen heraus. Aus all seinen Arbeiten und Publikationen ergab sich für ihn ein großer Bekanntheitsgrad in der gelehrten Welt, und aus dem ganzen Reich traten Archivare und fürstliche Verwaltungen mit ihm in Kontakt und ließen sich den effektiven Aufbau und die sinnvolle Verwaltung eines großen Archivbestandes erläutern. Spieß bildete ab 1777 die Abgesandten aus mehreren Fürstentümern in Diplomatik, Archivwesen und Paläographie aus. Er wurde von Städten, Adelsfamilien, Fürsten- und Herrscherhäusern eingeladen, um deren Archive zu sichten und Vorschläge für deren Ordnungen und Verwaltung zu machen, so bei Kaiser Joseph II. in Wien und bei König Friedrich II. von Preußen in Berlin.
Aufgrund einer schweren Krankheit siedelte Spieß 1790 von Kulmbach nach Bayreuth in die Nähe des Markgräflichen Hofes um, wo er sich als Archivrat von nun an vor allem dem Geheimen Archiv Bayreuth widmete.
Zusammen mit dem Bayreuther Verleger Hacker gab Spieß 1794 seine Autobiographie unter dem Titel Lebensumstände des Herrn Phil. Ernst Spieß von ihm eigenhändig verfaßt heraus. Ein Großteil des von ihm bearbeiteten Geheimen Hausarchivs von der Plassenburg befindet sich heute im Staatsarchiv Bamberg.
1783 wurde er als auswärtiges Mitglied in die Bayerische und 1792 in die Preußische Akademie der Wissenschaften aufgenommen.

## Werke
- Archivarische Nebenarbeiten, 2 Bände, Halle 1763–65 (online – Internet Archive Bd. 1, Ausgabe 1783)
- Aufklärungen in der Geschichte und Diplomatik als eine Fortsetzung der archivischen Nebenarbeiten. Verlag der Zeitungsdruckerey,  Bayreuth 1791. (Digitalisat)
- Bulla aurea Rudolfi. I. Romanorum regis, quae Plassenburgi in archivo Brandenburgico asservatur - exhibita et descripta additis quibusdam ad sphragisticam annotationibus a Philippo Ernesto Spies, Bayreuth 1774
- Etwas aus dem Bericht einer Reise nach Wien im Jahre 1785, Bayreuth ohne Jahresangabe (nach 1785)
- Geschichte des Kayserlichen neuniährigen Bunds vom Jahr 1535 bis 1544 als eine neue Erscheinung in der Teutschen Reichsgeschichte, Erlangen 1788 (online – Internet Archive)
- Lebensumstände des Herrn Phil. Ernst Spieß von ihm eigenhändig verfaßt, Bayreuth 1794
- Von Archiven, Halle 1777. (Digitalisat)
- Von Reuter-Siegeln. Gebauer, Halle 1784. (Digitalisat)